# Капустей Іван Михайлович
Капустей Іван Михайлович (нар. 19 січня 2000; Свалява, Закарпатська область, Україна) — український футболіст, півзахисник.

## Біографія
Спершу захопився футболом в дитячі роки і здобував ази гри в місцевій, шкільній секції та СДЮШОР Сваляви. Пізніше, як здібний юнак-футболіст, перебрався в львівської СДЮШОР, за який виступав й навчався до 2017 року.
В дорослому футболі Іван Капустей дебютував в 2017 році, виступаючи в команді «Ужгород».
З 2018 року виступає за «Минай», разом з командою, набув професійного статусу, адже минайці стартували в турнірі ФФУ, зокрема в Другій лізі першості Україи з футболу.

## Досягнення
Потрапивши до команди «Минай», Іван Капустей щороку прогресував, як у грі, так і в здобутті футбольних трофеїв: